# Kröv

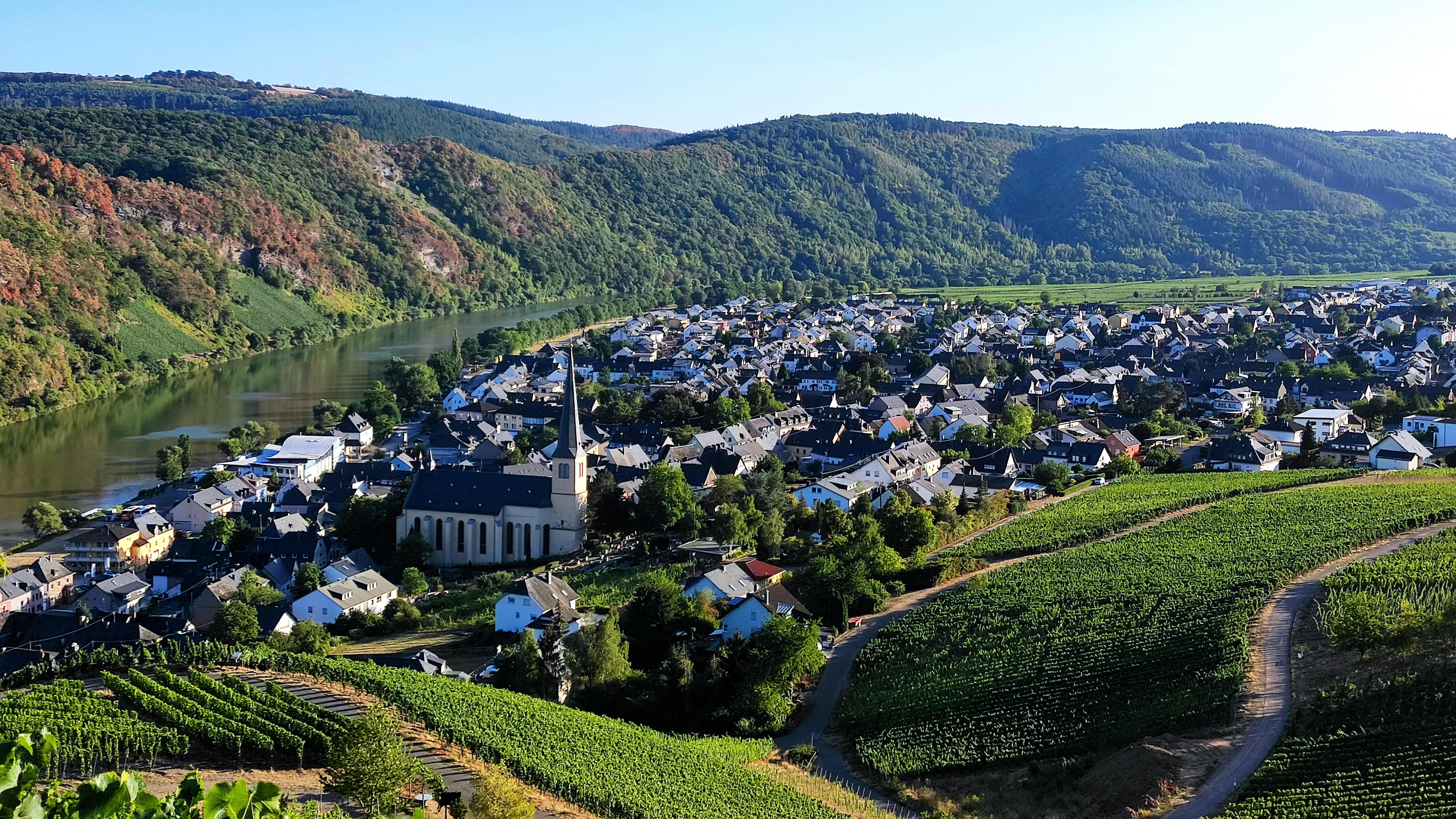
Ortsansicht von Kröv

Kröv, amtliche Schreibweise bis 16. Juli 1936: Cröv, ist eine Ortsgemeinde im Landkreis Bernkastel-Wittlich in Rheinland-Pfalz. Sie gehört seit dem 1. Juli 2014 der Verbandsgemeinde Traben-Trarbach an. Bis dahin war Kröv Verwaltungssitz der gleichzeitig aufgelösten Verbandsgemeinde Kröv-Bausendorf. Kröv ist ein staatlich anerkannter Erholungsort und gemäß Landesplanung als Grundzentrum ausgewiesen.

## Geographie
Kröv liegt an der Mosel zwischen der Stadt Traben-Trarbach und Kinheim. Die Gemeinde besteht aus dem Hauptort und dem deutlich kleineren Ortsteil Kövenig, der östlich von Kröv liegt und durch den Höhenrücken des Mont Royal von ihr getrennt wird.

## Geschichte
Der Ortsname leitet sich von dem ursprünglich galloromanischen croviacum ab, das später ein merowingisches Königsgut wurde. Die erste urkundliche Erwähnung des Orts erfolgte unter dem karolingischen König Lothar II. im Jahr 862. Kröv war Teil des Kröver Reichs, eines früheren Königsguts der Karolinger, das gewisse Privilegien bis zur Französischen Revolution behaupten konnte. Die Französische Revolution beendete die Existenz des Kröver Reichs. Der Ort gehörte bis 1814 zum französischen Département de la Sarre, nach der endgültigen Niederlage Napoleons I. zu Preußen. Seit 1946 ist der Ort Teil des Landes Rheinland-Pfalz.
Der ehemalige NS-Reichsjugendführer und Kriegsverbrecher Baldur von Schirach zog sich nach seiner Entlassung aus der Haft 1966 nach Kröv zurück, wo er acht Jahre später starb und auch begraben wurde.
Schirachs Grabstein auf dem Kröver Friedhof trug die Inschrift „Ich war einer von Euch“. Das Grab wurde 2015 eingeebnet.
Im Dezember 1991 wurde auf dem Kamm des Kröv gegenüber liegenden Moselhanges eine Bewegung eines Felskörpers von insgesamt 90.000 m3 festgestellt. Trotz einer niederschlagsarmen Periode vergrößerten sich die Abrisse und Spalten. Am 23. Mai 1992 wurden die Felsmassen durch eine Sprengung kontrolliert zum Absturz gebracht.
Am 6. August 2024 stürzte in der Ortsmitte ein mehrstöckiger Anbau des Hotels „Reichsschenke zum Ritter Götz“ ein. Bei dem Unglück wurden zwei Menschen getötet, der Betreiber und ein Gast, sowie sieben Verschüttete lebend geborgen.

## Politik

### Gemeinderat
Der Gemeinderat in Kröv besteht aus 16 Ratsmitgliedern, die bei der Kommunalwahl am 9. Juni 2024 in einer personalisierten Verhältniswahl gewählt wurden, und der ehrenamtlichen Ortsbürgermeisterin als Vorsitzender.
| Wahl | SPD | CDU | FDP | FWG (*) | Gesamt   |
| ---- | --- | --- | --- | ------- | -------- |
| 2024 | 3   | 8   | 4   | 1       | 16 Sitze |
| 2019 | 4   | 7   | 5   | –       | 16 Sitze |
| 2014 | 2   | 8   | 5   | 1       | 16 Sitze |
| 2009 | 2   | 7   | 6   | 1       | 16 Sitze |
| 2004 | 2   | 8   | 5   | 1       | 16 Sitze |

### Ortsbürgermeister
Desire Beth (CDU) wurde am 10. Januar 2024 Ortsbürgermeisterin von Kröv. Bei der Direktwahl am 17. Dezember 2023 hatte sich die bisherige Erste Beigeordnete mit einem Stimmenanteil von 84,5 % gegen einen Mitbewerber durchgesetzt. Bei der regulären Direktwahl der neuen Wahlperiode am 9. Juni 2024 wurde sie als einzige Bewerberin mit 84,4 % erneut gewählt.
Beths Vorgänger Thomas Martini (parteilos) hatte das Amt am 27. Juni 2019 übernommen. Bei der Stichwahl am 16. Juni 2019 war er für fünf Jahre gewählt worden, nachdem bei der Direktwahl am 26. Mai 2019 keiner der ursprünglich vier Bewerber eine ausreichende Mehrheit erreicht hatte. Am 20. September 2023 legte er sein Amt jedoch mit sofortiger Wirkung vorzeitig nieder.
Vor Martini waren Günter Müllers seit 2009 und Elmar Trossen seit 1991 Ortsbürgermeister von Kröv.

### Wappen
| Wappen von Kröv | Blasonierung: „In Gold ein rotbewehrter und rotbezungter schwarzer Doppeladler, belegt mit einem rot-silber geschachteten Herzschildchen, über ihm schwebend eine rotgefütterte goldene Kaiserkrone.“ |
| Wappen von Kröv | |

## Kultur und Sehenswürdigkeiten
- Burggebäude St. Josef
- Pfarrkirche St. Remigius
- Pfarrhof
- Grabkapelle Kesselstadt

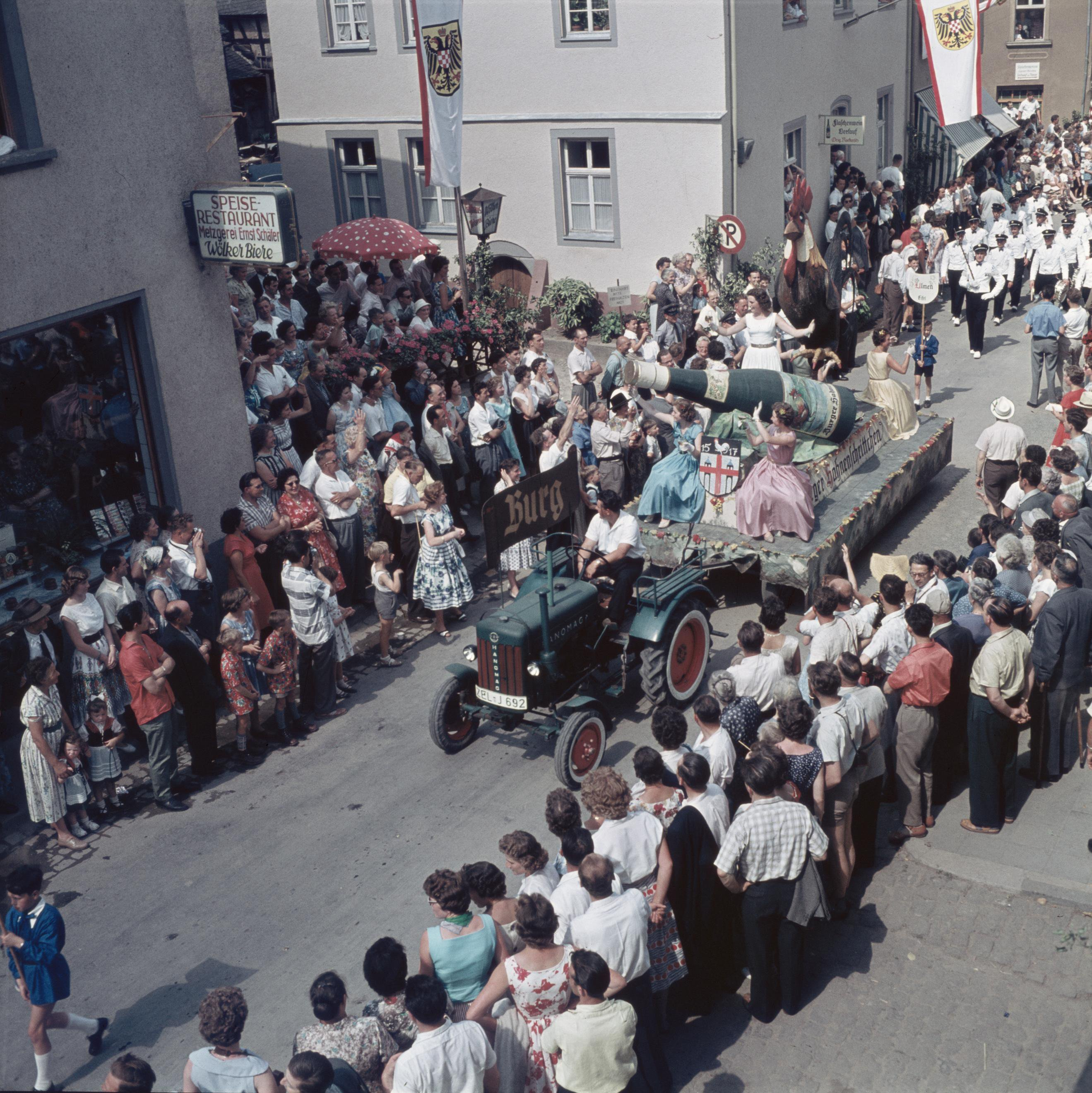
Wein- und Trachtenfest, 4. Juli 1959

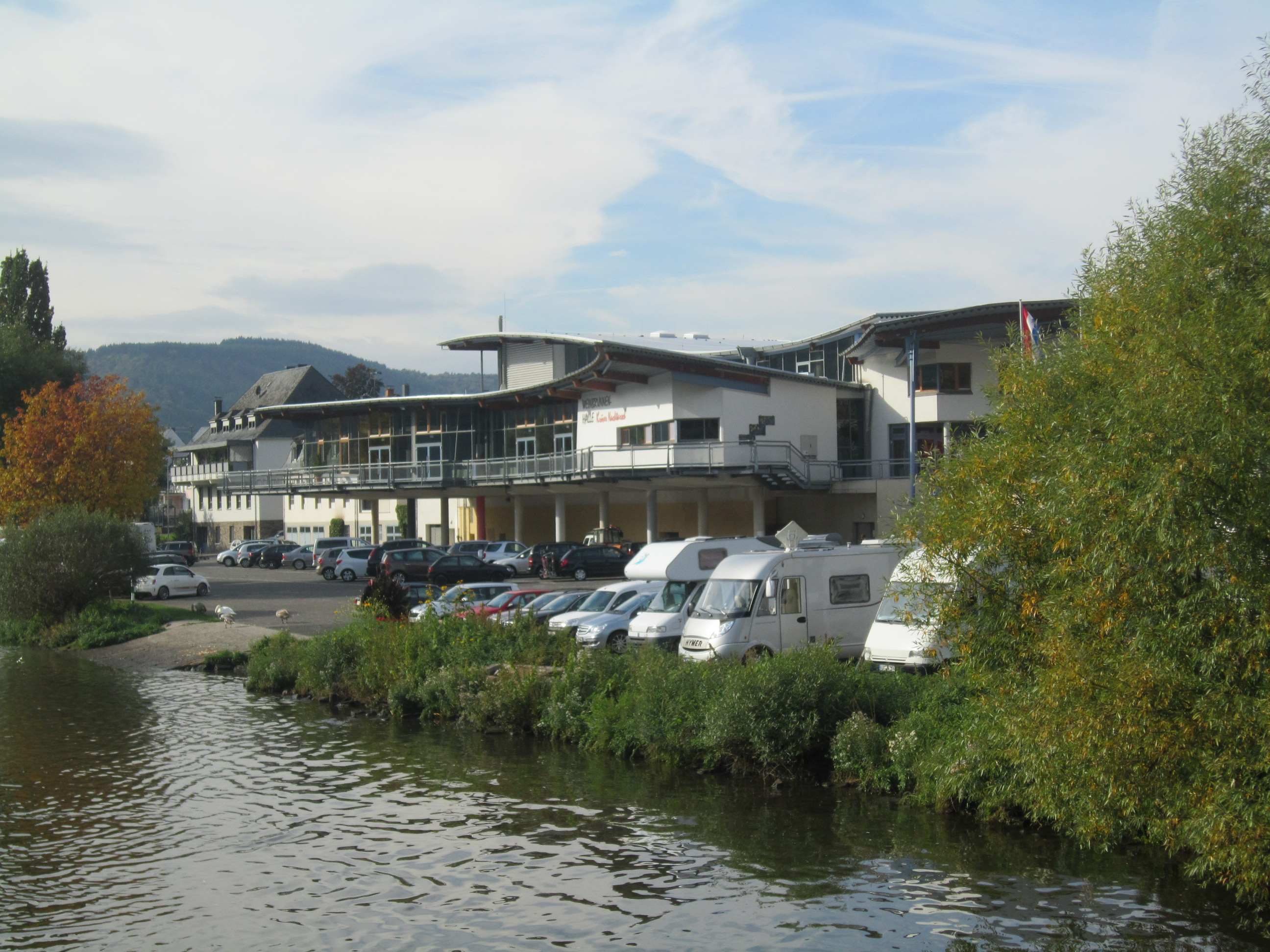
Weinbrunnenhalle am Moselufer

- Dreigiebelhaus (ehemaliges Rathaus)
- Echternacher Hof
- Hof der Grauen Schwestern
- Karolingerhof
- Staffelter Hof (leitet seinen Namen von Stavelot in der Reichsabtei Stablo-Malmedy ab, zu der er über Jahrhunderte gehörte und dem gegenüber er abgabepflichtig war)
- Weinbrunnenhalle „Kröver Nacktarsch“ (2003 eingeweihte Festhalle)

Siehe auch: Liste der Kulturdenkmäler in Kröv

## Weinbau
Der Weinbau ist ein bedeutender Wirtschaftszweig Krövs. Die Rebstöcke werden in den Ortsteilen Kröv und Kövenig auf etwa 350 Hektar zum Teil im Steilhang bewirtschaftet. Hier wird ganz überwiegend Riesling angebaut; in den flacheren Lagen werden außerdem Müller-Thurgau, Kerner und Dornfelder produziert.
Die Weinberge Krövs gehören zur Großlage Kröver Nacktarsch.

## Infrastruktur
In Kröv gibt es einen Kindergarten und eine Grundschule.
Durch den Ort führt die Bundesstraße 53. Im Ortsteil Kövenig befindet sich ein Haltepunkt an der Moselwein-Bahn (Strecke Traben-Trarbach-Bullay).

## Mit Kröv verbunden
- Nicolaus Schienen (* um 1490 in Zell (Mosel); † 31. August 1556 in Kröv), Generalvikar, Titularbischof von Azot und Weihbischof von Trier
- Baldur von Schirach (* 9. Mai 1907 in Berlin; † 8. August 1974 in Kröv), nationalsozialistischer Politiker und Reichsjugendführer der NSDAP